# 미하라시
미하라시(일본어: 三原市)는 일본 히로시마현 남부에 있는 시이다. 미하라성(三原城)의 성시를 기원으로 하는 시이다.
세토 내해와 접하고 신칸센 역과 고속도로의 인터체인지가 있으며 1993년에는 히로시마 공항이 미하라시로 옮겨 오면서 교통 거점이 되었다. 2005년 3월 22일에 인접한 도요타군(豊田郡) 혼고정(本郷町), 미쓰기군(御調郡) 구이정(久井町), 가모군(賀茂郡) 다이와정(大和町)과 통합하여 인구가 10만 명을 넘었다.

## 지리
중심부에는 히가시히로시마시의 가모 대지를 수원으로 하는 2급 하천 누타강이 흐르고 그 하구에 중심 시가지가 형성되어 있다. 중심 시가지의 대부분이 매립지로 해안선 근처까지 험난한 산이 뻗어 있고, 북부는 기비고원 남단의 해발 400미터 이상 고원 지대, 서부는 대체로 구릉지이다. 시 동쪽이 옛 빈고국, 서쪽이 옛 아키국이다.

### 인접한 자치체
- 오노미치시
- 다케하라시
- 히가시히로시마시
- 세라군 세라정

## 역사

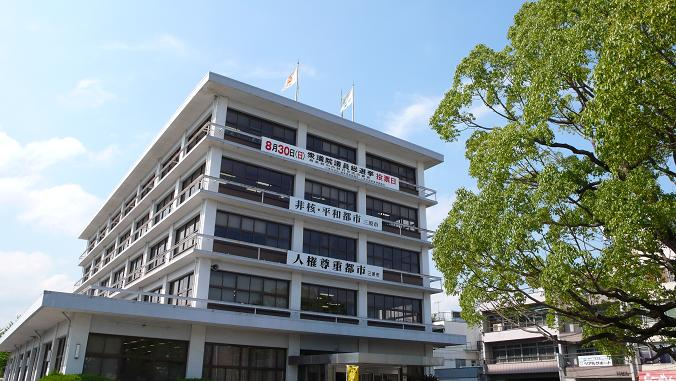
미하라시청

- 1580년 - 고바야카와 다카카게에 의한 수축으로 미하라 땅의 작은 섬을 연결하는 근세 해성인 미하라성의 모습이 완성되었다.
- 1600년 - 세키가하라 전투의 공으로 후쿠시마 마사노리가 아키·빈고 2국의 영주로 히로시마성에 입성하였고 미하라성은 지성이 되었다.
- 1619년 - 후쿠시마씨 개역 후에 그 영지는 빈고 후쿠야마번령과 히로시마번령으로 이분되어 미하라성은 히로시마번주 아사노 나가아키라의 가신 아사노 다다요시를 성대로 하는 히로시마번의 지성이 되었다.
- 1871년 8월 29일 - 폐번치현으로 현재의 미하라시를 포함한 옛 히로시마번령은 전역이 히로시마현이 되었다.
- 1936년 11월 15일 - 미쓰기군 미하라정, 이토사키정, 야마나카촌, 니시노촌, 도요타군 다노우라촌, 스나미촌이 합병해 미하라시가 탄생했다.
- 2005년 3월 22일 - 구 미하라시, 도요타군 혼고정, 미쓰기군 구이정, 가모군 다이와정이 대등 합병해 새로운 미하라시가 탄생하였다.

## 경제

### 산업
미쓰비시 중공업, 테이진, 샤프, 대일본 인쇄의 공장이 있다.

### 어업
- 스나미어항(須波漁港)
- 노치어항(能地漁港)

### 공업
- 미쓰비시 중공업
- 테이진
- 샤프
- 다이닛폰 인쇄
- 이마바리 조선(今治造船)
- 오다부쿠 양조(お多福醸造)

## 교통

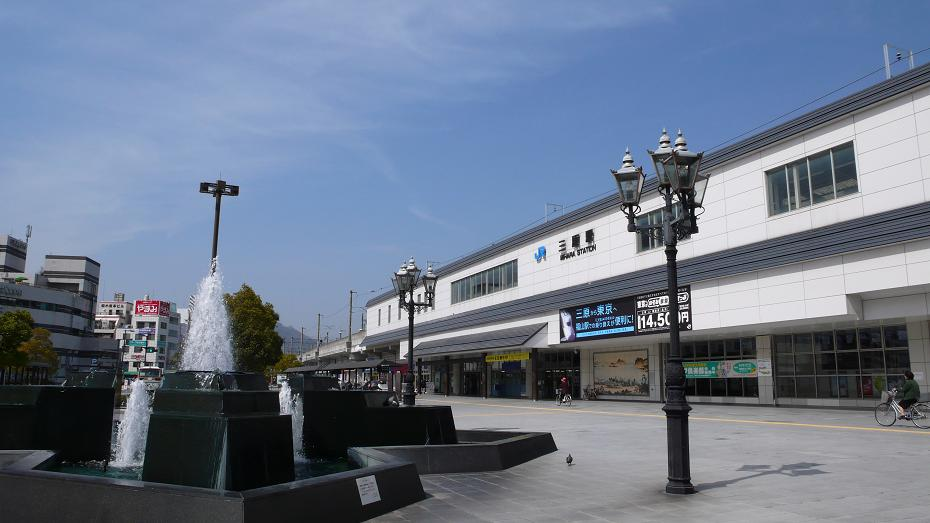
미하라역

### 공항
- 히로시마 공항

### 철도
- 서일본 여객철도
  - 산요 신칸센
  - 산요 본선
  - 구레선

### 도로
- 산요 자동차도
- 국도 2호선
- 국도 185호선
- 국도 제432호선 (일본)(일본어판)
- 국도 제486호선 (일본)(일본어판)

## 인구
| 연도                         | 인구    | ±%    |
| ---------------------------- | ------- | ----- |
| 1950                         | 111,480 | —     |
| 1955                         | 112,720 | +1.1% |
| 1960                         | 109,641 | −2.7% |
| 1965                         | 108,059 | −1.4% |
| 1970                         | 106,376 | −1.6% |
| 1975                         | 107,602 | +1.2% |
| 1980                         | 109,236 | +1.5% |
| 1985                         | 111,108 | +1.7% |
| 1990                         | 110,524 | −0.5% |
| 1995                         | 108,617 | −1.7% |
| 2000                         | 106,229 | −2.2% |
| 2005                         | 104,196 | −1.9% |
| 2010                         | 100,449 | −3.6% |
| 2015                         | 96,194  | −4.2% |
| 2020                         | 90,573  | −5.8% |
| Mihara population statistics |         |       |

## 기후
| 미하라시 (히로시마 공항)의 기후                              | 미하라시 (히로시마 공항)의 기후 | 미하라시 (히로시마 공항)의 기후 | 미하라시 (히로시마 공항)의 기후 | 미하라시 (히로시마 공항)의 기후 | 미하라시 (히로시마 공항)의 기후 | 미하라시 (히로시마 공항)의 기후 | 미하라시 (히로시마 공항)의 기후 | 미하라시 (히로시마 공항)의 기후 | 미하라시 (히로시마 공항)의 기후 | 미하라시 (히로시마 공항)의 기후 | 미하라시 (히로시마 공항)의 기후 | 미하라시 (히로시마 공항)의 기후 | 미하라시 (히로시마 공항)의 기후 |
| 월                                                           | 1월                             | 2월                             | 3월                             | 4월                             | 5월                             | 6월                             | 7월                             | 8월                             | 9월                             | 10월                            | 11월                            | 12월                            | 연간                            |
| ------------------------------------------------------------ | ------------------------------- | ------------------------------- | ------------------------------- | ------------------------------- | ------------------------------- | ------------------------------- | ------------------------------- | ------------------------------- | ------------------------------- | ------------------------------- | ------------------------------- | ------------------------------- | ------------------------------- |
| 역대 최고 기온 °C (°F)                                       | 14.5 (58.1)                     | 19.3 (66.7)                     | 21.6 (70.9)                     | 27.3 (81.1)                     | 29.4 (84.9)                     | 32.1 (89.8)                     | 36.3 (97.3)                     | 35.8 (96.4)                     | 34.9 (94.8)                     | 28.7 (83.7)                     | 23.1 (73.6)                     | 18.8 (65.8)                     | 36.3 (97.3)                     |
| 일평균 최고 기온 °C (°F)                                     | 7.2 (45.0)                      | 8.5 (47.3)                      | 12.2 (54.0)                     | 17.7 (63.9)                     | 22.6 (72.7)                     | 25.2 (77.4)                     | 28.6 (83.5)                     | 30.4 (86.7)                     | 26.6 (79.9)                     | 21.2 (70.2)                     | 15.3 (59.5)                     | 9.3 (48.7)                      | 18.7 (65.7)                     |
| 일일 평균 기온 °C (°F)                                       | 2.9 (37.2)                      | 3.9 (39.0)                      | 7.2 (45.0)                      | 12.6 (54.7)                     | 17.6 (63.7)                     | 21.0 (69.8)                     | 24.6 (76.3)                     | 25.9 (78.6)                     | 22.3 (72.1)                     | 16.7 (62.1)                     | 11.0 (51.8)                     | 5.2 (41.4)                      | 14.2 (57.6)                     |
| 일평균 최저 기온 °C (°F)                                     | −0.9 (30.4)                     | −0.1 (31.8)                     | 2.5 (36.5)                      | 7.8 (46.0)                      | 13.1 (55.6)                     | 17.5 (63.5)                     | 21.6 (70.9)                     | 22.7 (72.9)                     | 19.0 (66.2)                     | 13.1 (55.6)                     | 7.2 (45.0)                      | 1.4 (34.5)                      | 10.4 (50.7)                     |
| 역대 최저 기온 °C (°F)                                       | −9.4 (15.1)                     | −8.3 (17.1)                     | −4.7 (23.5)                     | −0.6 (30.9)                     | 3.5 (38.3)                      | 10.7 (51.3)                     | 15.4 (59.7)                     | 15.8 (60.4)                     | 10.9 (51.6)                     | 4.1 (39.4)                      | −2.2 (28.0)                     | −7.2 (19.0)                     | −9.4 (15.1)                     |
| 평균 강수량 mm (인치)                                        | 33.4 (1.31)                     | 53.9 (2.12)                     | 88.0 (3.46)                     | 115.3 (4.54)                    | 133.4 (5.25)                    | 189.7 (7.47)                    | 240.8 (9.48)                    | 140.6 (5.54)                    | 152.3 (6.00)                    | 105.6 (4.16)                    | 64.4 (2.54)                     | 57.2 (2.25)                     | 1,374.6 (54.12)                 |
| 평균 강수일수 (≥ 1.0 mm)                                     | 4.8                             | 7.4                             | 9.0                             | 9.3                             | 8.7                             | 10.4                            | 10.9                            | 7.7                             | 8.7                             | 6.9                             | 6.1                             | 6.4                             | 96.3                            |
| 출처: 일본 기상청 (평년값: 2003년~2020년, 극값: 2003년~현재) |                                 |                                 |                                 |                                 |                                 |                                 |                                 |                                 |                                 |                                 |                                 |                                 |                                 |

## 자매 도시
- 일본 가나가와현 유가와라정